# Klepaczów (przystanek kolejowy)
Klepaczów (ukr. Клепачів) – przystanek kolejowy w miejscowości Klepaczów, w rejonie łuckim, w obwodzie wołyńskim, na Ukrainie. Leży na linii Zdołbunów – Kowel.